# Ciałko Cajala

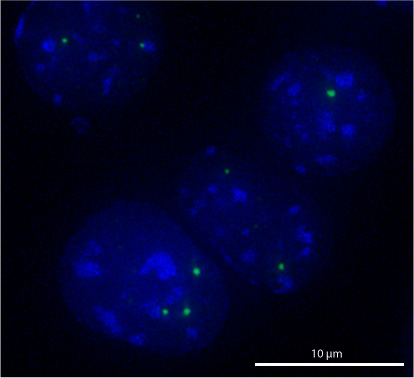
Jądra komórkowe myszy (niebieski) zawierające ciałka Cajala (zielony) uwidocznione dzięki połączenie białka p80/Coilin z GFP.

Ciałka Cajala (CBs z ang. Cajal bodies) – sferyczne inkluzje, ziarnistości dostrzegane w jądrach komórkowych komórek proliferujących, jak komórki nowotworowe, czy komórki wysoce aktywne metabolicznie, jak neurony. Występują u organizmów wyższych (zwierzęta, rośliny, a także drożdże). 
Po raz pierwszy zaobserwowane przez Santiago Ramóna y Cajala w 1903, który nazwał je „jąderkowymi ciałkami towarzyszącymi” (ang. nucleolar accessory bodies) w związku z ich współlokalizacją z jąderkami komórek nerwowych do którego są związane za pośrednictwem coiliny. Coilina jest niezbędna do organizacji ciałek Cajala, a także służy jako biochemiczny marker tych struktur (np. do znakowania ciałek Cajala przeciwciałami używa się przeciwciał anty-coilina). W późniejszych latach, wraz z uzyskaniem pierwszych obrazów z mikroskopów elektronowych, nazywano je „ciałkami skręconymi, zwiniętymi” (ang. coiled bodies), gdyż tak wyglądały w przekrojach preparatów EM. Obecnie nazywa się je ciałkami Cajala, honorując pamięć i dokonania ich odkrywcy. 
Ciałka Cajala są wielkości 0,1–0,2 mikrometra i przeciętnie są obserwowane w ilości od jednego do pięciu ciałek na jądro komórkowe. Ich liczba jest zmienna w różnych typach komórek i zmienia się także w trakcie cyklu komórkowego. W ciałkach Cajala zachodzi prawdopodobnie składanie i/lub modyfikacja maszynerii transkrypcyjnej.